# Myotis siligorensis
Myotis siligorensis је врста слепог миша из породице вечерњака (лат. Vespertilionidae).

## Распрострањење
Врста је присутна у Вијетнаму, Индији, Индонезији, Камбоџи, Кини, Лаосу, Малезији, Мјанмару и Непалу.

## Станиште
Врста Myotis siligorensis има станиште на копну.
Врста је по висини распрострањена до 1.600 m надморске висине.

## Угроженост
Ова врста није угрожена, и наведена је као последња брига јер има широко распрострањење.

### Популациони тренд
Популациони тренд је за ову врсту непознат.